# Michinori Ishibashi
Michinori Ishibashi –en japonés, 石橋 道紀, Ishibashi Michinori– (1 de enero de 1952) es un deportista japonés que compitió en judo. Ganó una medalla de plata en el Campeonato Mundial de Judo de 1975 en la categoría de –93 kg.

## Palmarés internacional
| Campeonato Mundial | Campeonato Mundial | Campeonato Mundial | Campeonato Mundial |
| Año                | Lugar              | Medalla            | Categoría          |
| ------------------ | ------------------ | ------------------ | ------------------ |
| 1975               | Viena (Austria)    | Medalla de plata   | –93 kg             |